# Padrão do Bom Jesus de Matosinhos
O Padrão do Bom Jesus de Matosinhos, também designado por Zimbório do Senhor do Padrão, Padrão do Senhor da Areia ou Nosso Senhor do Padrão, é um monumento comemorativo localizado na freguesia de Matosinhos e Leça da Palmeira, no município de Matosinhos, em Portugal.
Encontra-se classificado como Monumento Nacional desde 1971.

## História
O "Senhor do Padrão" assinala o local onde, segundo a lenda local, terá dado à costa, no dia 3 de maio do ano 124, a imagem do Bom Jesus de Matosinhos.
Local certamente assinalado desde épocas remontas foi, no entanto, em data posterior a 1758 que se edificou o atual zimbório, conhecido também por "Senhor da Areia", uma vez que até ao início do século XX este monumento se encontrar totalmente isolado no meio de um vasto areal, possuíndo, por isso, um forte impacto visual. O surgimento de uma fonte de água doce no local em 1733, então reputado como "miraculoso", deu origem à construção mais pequena que pode ser observada junto ao zimbório.